# Boulevard Richard-Lenoir
Boulevard Richard-Lenoir je bulvár v Paříži. Nachází se v 11. obvodu. Bulvár je pojmenován podle průmyslníka Françoise Richarda (1765–1839), který si upravil své jméno na François Richard-Lenoir poté, co připojil ke své továrně podnik po zesnulém Josephu Lenoir-Dufresnovi (1768–1806).

## Poloha
Ulice vede od křižovatky s Boulevardem Beaumarchais na náměstí Place de la Bastille a končí na křižovatce s ulicí Avenue de la République, odkud pokračuje Boulevard Jules-Ferry. Ulice je orientována zhruba z jihu na sever.

## Historie
Boulevard Richard-Lenoir zakrývá část kanálu Saint-Martin. Ten byl dokončen v roce 1826 a byl zakryt v roce 1860 na příkaz barona Haussmanna v rámci modernizace Paříže. Jedním z cílů bylo odstranit příkop, který sloužil jako obranná linie pro povstalce během revoluce 1848.
V roce 1869 byl na bulvár přesunut jarmark, který se konal původně na ostrově Cité a později na Quai des Grands-Augustins, Rue du Faubourg-Saint-Martin a Boulevard Bourdon. Veletrh se zde konal každoročně od Květné neděle do Velikonoční neděle až do roku 1940 mezi Place de la Bastille a Boulevard Voltaire. Po válce se konal dvakrát ročně na jaře a na podzim.
Po 100 letech v roce 1969 policejní prefekt nechal jarmark přeložit do města Chatou.

## Popis
Uprostřed bulváru je 15 squares, která navrhl Gabriel-Jean-Antoine Davioud. Městský mobiliář, lavičky a osvětlení navrhl Jean-Charles Alphand. Mezi ulicemi Rue Oberkampf a Rue Jean-Pierre-Timbaud se na volném prostranství koná dvakrát týdně trh.
V letech 1993–1994 byl bulvár modernizován vzniklo 18 fontán a dvě hřiště na míčové hry.

## Významné stavby
- Domy č. 2 a 4: jejich fasády, střechy a schodiště jsou chráněny jako historická památka.
- Dům č. 18: postaven v roce 1864, na fasádě vedoucí do ulice Rue Sedaine je umístěn bronzový medailon dramatika Michela Jeana Sedaina (1719–1797).
- Dům č. 57/59 je městský palác postavený na přelomu 18. a 19. století ve stylu napodobujícím styl Ludvíka XVI. a empír.

## Bulvár v umění
- Georges Simenon umístil do domu č. 132 na tomto bulváru byt komisaře Maigreta.
- Aristide Bruant umístil hrdinku své písně Nini Peau d'chien do zdejší čtvrti a hlavně kolem Richard-Lenoir.